# سنترال (آریزونا)
سنترال (به انگلیسی: Central) یک منطقهٔ مسکونی در ایالات متحده آمریکا است که در شهرستان گرهم، آریزونا واقع شده‌است. سنترال ۴٫۸۹ کیلومتر مربع مساحت و ۵٬۰۱۵ نفر جمعیت دارد و ۸۷۹٫۰۵ متر بالاتر از سطح دریا واقع شده‌است.